# AC1
Der AC1 (Abkürzung für „Amateurcomputer 1“) war ein Heimcomputer-Bausatz-Projekt, das vom Haus des Radioklubs der DDR betreut wurde. Die Beschreibung des 8-Bit-Computer-Bausatzes wurde erstmals im Jahre 1983 in der DDR-Zeitschrift „Funkamateur“ veröffentlicht.

## Geschichte
Entwickelt wurde der AC1 vom Referat Technik des Präsidiums des Radioklubs der DDR am Anfang der 1980er Jahre. Der Vorschlag für die Grundstruktur des Rechners stammte von Frank Heyder, dessen Konzept auf dem Prozessor U880 basierte. Von ihm stammte auch das erste Betriebssystem des Rechners.
Trotz der Knappheit der entsprechenden Bauteile für den Rechner konnte durch die Kooperation verschiedener Unternehmen und Privatpersonen der Ansturm auf den Bausatz bewältigt werden, sodass bis zu 5.000 Geräte nachgebaut wurden. Im Jahre 1988 wurde für den Rechner sogar eine Version des Betriebssystems CP/M veröffentlicht, was die Softwareauswahl für diesen Rechner deutlich erhöhte.
Wobei die Mehrzahl der Nachbauer keinen Bausatz bekommen konnte, sondern die Bauelemente in Eigeninitiative beschaffen musste. Die Hauptplatine musste von Hand durchkontaktiert werden.
Daneben wurde der Rechner besonders von Funkamateuren nachgebaut, da er Anwendungen wie Funkfernschreiben, Telegrafie und Logbuchführung bei Amateurfunkwettbewerben bewältigte. Der größte Aufschwung zum Nachbau kam auf, als die Betriebsart Packet Radio (nach dem X.25-Protokoll; siehe AX.25-Protokoll) unter den Funkamateuren aufkam.
Später wurde das Gerät mit einem Vollgrafiksystem und einem Diskettenbetrieb mit 256-KB-RAM-Karte erweitert.
Der LLC2 war softwareseitig größtenteils kompatibel zum AC1.

## Technik (1984)
- 64-KB-dRAM
- 2-KB-Zeichengenerator mit Pseudografik
- 2-KB-Bildwiederholspeicher
- 32 Zeilen à 64 Zeichen
- Magnetbandanschluss, Schreibmaschinentastatur